# Ракитская, Татьяна Леонидовна
Татьяна Леонидовна Ракитская (10 марта 1945, Вознесенск) — советский и украинский химик. Доктор химических наук (1984); профессор; академик Академии инженерных наук Украины; руководитель научной школы «Металлокомплексные соединения в катализе». Заслуженный деятель науки и техники Украины (2009); обладатель бронзовой медали Выставки достижений народного хозяйства СССР и знака «Изобретатель СССР».

## Биография
Т. Л. Ракитская родилась 10 марта 1945 г. в г. Вознесенск Николаевской обл. Окончила школу в 1963 г. с золотой медалью. Для получения высшего образования выбрала Одесский государственный университет имени И. И. Мечникова (ныне  —  Одесский национальный университет имени И. И. Мечникова), химический факультет, деканом которого был А. В. Богатский. Татьяна Леонидовна одинаково хорошо училась по всем общим курсам химии, но больше всего интерес проявила к физической химии, поэтому со второго курса работала в студенческом научном кружке кафедры физической химии, которую возглавлял известный специалист, профессор О. К. Давтян. Научными руководителями дипломной работы Т. Л. Ракитской были профессор О. К. Давтян и доцент Ф. В. Макордей. Работа была направлена на изучение физико-химических свойств никеля Ренея, активного катализатора окисления водорода.
Т. Л. Ракитская получила диплом с отличаем по специальности «химик, физико-химик» и была рекомендована в аспирантуру, но по семейным обстоятельствам она с мужем и маленьким сыном переехала в г. Алма-Ату, где с марта 1969 г., как старший лаборант, начала работу в лаборатории физико-химических методов исследования катализаторов (группа гомогенного катализа) Института химических наук АН Казахстана. Спустя некоторое время (декабрь 1969 г.) лаборатория отделилась от Института органического катализа и электрохимии, и Т. Л. Ракитская работала в лаборатории гомогенного катализа, которая состояла из молодых специалистов —  выпускников химических факультетов университетов. В лаборатории царила творческая атмосфера; работали в отрасли разработки металлокомплексных катализаторов низкотемпературного окисления газоподобных токсических веществ — фосфина, монооксида углерода, оксида серы и др.
Т. Л. Ракитская работала над темой кандидатской диссертации «Окисление фосфина кислородом в присутствии комплексов железа йодидионов» (научный руководитель Д. В. Сокольский, Я. А. Дорфман). В мае 1972 г. она успешно защитила кандидатскую диссертацию в специализированном ученом совете Института химических наук АН Казахстана. Высоко оценил эту работу всемирно известный специалист М. И. Усанович. После защиты диссертации Т. Л. Ракитская продолжает активно работать младшим научным сотрудником.
В 1975 г. в соавторстве Т. Л. Ракитская выдала монографию «Протонно-апротонный катализ (в растворах)» главные идеи которой дальше нашли развитие в докторской диссертации.
С 1972 по 1975 г. Т. Л. Ракитская активно внедряла результаты исследований на предприятиях Казахстана, России и Украины.
В 1976 г. Т. Л. Ракитская вернулась в Одессу и на кафедре химических методов защиты окружающей среды Одесского государственного университета начала научно-педагогическую деятельность как старший научный сотрудник (1975 — 1978 гг.), ассистент (1978—  1979 гг.), доцент (1979 — 1985 гг.) и профессор (с 1985 г.).
В апреле 1984 г. в специализированном ученом совете Института прошла защита докторской диссертации на тему «Протонно-апротонный катализ реакций окисления фосфина растворенными и нанесенными координционными соединениями». Т. Л. Ракитской была присвоена научная степень доктора химических наук по специальности «химическая кинетика и катализ». В истории химического факультета Одесского университета Татьяна Леонидовна была первой женщиной-профессором.

## Научная деятельность
Область научных интересов Т. Л. Ракитской — кинетика, механизм низкотемпературных редокс-процессов, катализируемых металлокомплексных соединениями и разработка технологии получения высокоэффективных катализаторов низкотемпературной очистки воздуха от токсичных веществ.
В 1976 г. Т. Л. Ракитская вернулась в Одессу и начала научно-педагогическую деятельность на кафедре химических методов защиты окружающей среды Одесского государственного университета. Кафедра, которую возглавлял профессор А. А. Эннан, тогда была единственная на Украине и научная тематика — физико-химические основы улавливания и утилизации газоподобных веществ — совпадала с научными интересами Т. Л. Ракитской. При поддержке профессора А. А. Эннана работы, которые связаны с каталитическим обезвреживанием наиболее распространенных токсических веществ, быстро развивались и это способствовало формированию нового научного направления — экологического катализа. Теоретические исследования в этой отрасли связаны главным образом с разработкой эффективных, нанесенных на разные оксидные и углеродные носители металлокомплексных катализаторов, которые при низких температурах обеспечивают очистку воздуха от микроконцентраций фосфина, монооксида углерода, озона и других токсикантов. Техническое решение по внедрению катализаторов в средства индивидуальной защиты органов дыхания работников разных предприятий и в малогабаритных установках санитарной очистки воздуха разрабатывались под руководством профессора А. А. Эннана.
С 1976 г. Т. Л. Ракитская вместе с сотрудниками кафедры активно внедряла респираторы типа «Снежок ГП-Е» и крановые установки для очистки воздуха от фосфина, паров фосфора и оксидов фосфора на предприятиях ВО «Союзфосфор» (Чимкент, Джамбул, Куйбышев). Она непосредственно в электротермическом цеху производства фосфора (Чимкент, Казахстан) проводила исследования эффективности новых катализаторов и методов комплексной очистки воздуха от совокупности токсических веществ, которые содержатся в отходных газах фосфорного предприятия. Идея ступенчатой схемы очистки воздуха от аэрозолей и токсических газоподобных веществ, которые имеют разные физико-химические свойства, реализована также в установках с узлом каталитического окисления монооксида углерода на алюминиевом предприятии (Красноярск). После защиты докторской диссертации Т. Л. Ракитская активно работала, под ее руководством защищено четыре кандидатские диссертации, в которых продолжилась разработка низкотемпературных катализаторов экологического назначения. Теоретические достижения обобщены в двух монографиях, обзоре, в 170 статьях, напечатанных в ведущих научных журналах; докладывались на многочисленных конференциях разного уровня.
Оригинальность научных исследований подтверждена 40 авторскими свидетельствами на изобретения, патентами Украины и России. Достижения в отрасли разработки катализаторов и внедрение в производство отмечено бронзовой медалью Выставки достижений народного хозяйства СССР (1974) и знаком «Изобретатель СССР» (1975).
Т. Л. Ракитская настойчиво работает над усовершенствованием учебного процесса и оттачивает свое педагогическое мастерство. Разработаны и методически обеспечены авторские курсы «Теоретические основы химии», «Экологический катализ». Выдано 6 учебных пособий, в том числе четыре на украинском языке.
На протяжении многих лет (до декабря 1997 г.) Т. Л. Ракитская возглавляла научно-методическую комиссию на факультете; она — руководитель рабочей группы «Сорбционно-фильтрующие материалы и катализаторы» секции «Техника безопасности, гигиена и экология в сварочном производстве» при Координационном совете по сварке. В разные годы была экспертом Минобразования научных проектов по экологии. С 1992 г. академик Академии инженерных наук Украины; с 1988 г. — член Специализованного совета по защите докторских диссертаций, член редакционной коллегии (ответственный секретарь) научного сборника «Труды Института органического каталитза и электрохимии АН КазССР» (с 1970 по 1976 г.); член редакционной коллегии (с 1995 г.) и научный редактор (с 2002 г.) издания «Вісник Одеського національного університету. Хімія»; член экспертного совета по естественным наукам и математике при Государственной аккредитационной комиссии Украины.

## Труды
- Протонно-апротонный катализ (в растворах) / Д. В. Сокольский, Я. А. Дорфман, Т. Л. Ракитская. —  Алма-Ата : Наука КазССР, 1975. — 245 с.
- Катализаторы низкотемпературного окисления монооксида углерода / Т. Л. Ракитская, А. А. Эннан, В. Я. Паина. —  М. : ЦИНТИХимнефтемаш, 1991. —  36 с.
- Физико-химические основы очистки газов от фосфина и фосфора / Т. Л. Ракитская, А. А. Эннан. —   М. : ЦИНТИХимнефтемаш, 1992. —  95 с.
- Неорганическая химия (Теоретические основы неорганической химии) / Т. Л. Ракитская. —  Киев : УМК ВО, 1992. —  192 с.
- Загальна хімія. Розчини та реакції у водних розчинах / Т. Л. Ракитська. —  Київ : ІСІО, 1994. —  120 с.
- Семінарські заняття із загальної хімії / Т. Л. Ракитська. —  Київ : ІСІО, 1994. — 117 с.
- Общая химия / Т. Л. Ракитская. —  Київ : ИСИО, 1995. —  408 с.
- Загальна хімія / Т. Л. Ракитська. —  Одеса : Астропринт, 2000. —  212 с.
- Низкотемпературная каталитическая очистка воздуха от монооксида углерода / Т. Л. Ракитская [и др.] ; НАН Украины, Физ.-хим. ин-т защиты окружающей среды и человека, Одес. нац. ун-т им. И. И. Мечникова. —  Одесса : Экология, 2005. —  192 с.
- Фосфин. Физико-химические свойства и практические аспекты улавливания / Т. Л. Ракитская, А. А. Эннан ; Нац. акад. наук Украины, Физ.-хим. ин-т защиты окружающей среды и человека, Одес. нац. ун-т им. И. И. Мечникова. —  Одесса : Астропринт, 2012.  — 207 с.
- Адсорбция паров воды природными и модифицированными хлоридами марганца(ІІ) и кобальта(ІІ) сорбентами / Т. Л. Ракитская, А. С. Труба, А. А. Эннан, Р. М. Длубовский // Вопросы химии и химической технологии. —  2014. —  № 1. —  С. 131-135.
- Теоретические основы разработки нанесенных металлокомплексных катализаторов / Т. Л. Ракитская // Вісник Одеського національного університету. Серія: Хімія.  — 2015. —  Т. 20, Вип. 1. —  С. 5-35.
- Фазовый состав и каталитическая активность наноструктурированных материалов на основе твердой составляющей сварочного аэрозоля / Т. Л. Ракитская, А. С. Труба, А. А. Эннан // Вопросы химии и химической технологии. —  2016.  — № 1.  — С. 29-34.